# Esione (Oceanina)
Nella mitologia greca, Esione (in greco antico: Ἡσιόνη?, Hēsiònē) era una delle Oceanine, le tremila figlie di Oceano e Teti.
Sposò il titano Prometeo, e con lui generò il mortale Deucalione. È a volte conosciuta come Pronoe. È anche citata nel Prometeo incatenato di Eschilo.